# Borgholzhausen
Borgholzhausen je město v zemském okrese Gütersloh v německém spolkovém státě Severní Porýní-Vestfálsko, asi 20 kilometrů severozápadně od města Bielefeld. Počet obyvatel činil v roce 2015 zhruba 8800 osob. Město se nachází přibližně uprostřed někdejšího Teutoburského lesa, známé historické lokality, ve které se roku 9 n. l. odehrála významná bitva mezi germánskými kmeny a římskými legiemi. Oblast byla osídlena již kolem roku 1500 př. n. l., jak ukazují četné archeologické nálezy urnových hrobů v okolí města. V místních kopcích se nachází množství křídových sedimentů, obsahujících zkameněliny z doby druhohor. Ve městě se pravidelně koná množství sportovních a kulturních akcí.